# Montgomery Clift
Edward Montgomery Clift (* 17. Oktober 1920 in Omaha, Nebraska; † 23. Juli 1966 in New York City) war ein US-amerikanischer Film- und Theaterschauspieler. Er war einer der ersten, der sich dem Method Acting verschrieben hatte. Er verkörperte häufig sensible und tragische junge Männer; im Laufe seiner vergleichsweise kurzen Filmkarriere erhielt er vier Oscar-Nominierungen.

## Leben
Montgomery Clift, auch Monty genannt, wurde 1920 in Omaha geboren. Sein Vater, William Brooks „Bill“ Clift (1886–1964), war der Vizepräsident der Omaha National Trust Company. Seine Mutter war Ethel Fogg „Sunny“ Anderson (1888–1988). Seine Eltern waren Quäker und hatten 1914 geheiratet. Clift hatte eine Zwillingsschwester und einen älteren Bruder. Zu seinen Vorfahren und Verwandten zählen die Politiker und Offiziere Montgomery Blair, Francis Preston Blair, Jr. und Benjamin Gratz Brown.
1935 spielte Clift als 15-Jähriger in dem Stück Fly Away Home seine erste Hauptrolle am Broadway. Seinen letzten Broadway-Auftritt hatte er 1945 in dem Stück You Touched Me von Tennessee Williams nach einer Erzählung von D. H. Lawrence. Er war bereits ein bekannter Theaterdarsteller mit mehr als zehn Jahren Bühnenerfahrung, als er 1948 unter der Regie von Howard Hawks mit dem Western Red River an der Seite von John Wayne und Walter Brennan seinen ersten Film drehte. Er spielte die Rolle des Matthew Garth, des Adoptivsohns des von Wayne dargestellten Großranchers Tom Dunson, der sich während eines Viehtriebs gegen seinen Ziehvater auflehnt und dadurch dessen Respekt gewinnt und zu einem gleichwertigen Partner wird. Der Film machte den 28-Jährigen über Nacht zum Star, dem eine große Zukunft vorausgesagt wurde.
Seine erste Oscar-Nominierung erhielt Clift für seine Rolle in Die Gezeichneten aus demselben Jahr, in dem er einen GI spielte, der sich im Nachkriegsdeutschland eines Prager Jungen annimmt, der von seinen Eltern getrennt wurde. Der im Oktober 1949 gedrehte Film Ein Platz an der Sonne nach dem Roman Eine amerikanische Tragödie von Theodore Dreiser kam nach verzögerten Schnittkorrekturen durch Regisseur George Stevens erst 1951 in die Kinos und brachte Clift eine weitere Oscar-Nominierung ein. Nach Ansicht von Charlie Chaplin schuf Stevens mit diesem Film ein Meisterwerk.
In dem Krimi Ich beichte von 1953, bei dem Alfred Hitchcock Regie führte und für den George Tabori das Drehbuch geschrieben hatte, spielte Clift einen Priester, der unter Mordverdacht gerät. Obwohl er den Mörder kennt, kann er mit seinem Wissen nicht zur Polizei gehen, weil der Mörder ihm die Tat im Beichtstuhl gestanden hat und er als katholischer Priester an das Beichtgeheimnis gebunden ist. Neben Clift wirkten unter anderem Karl Malden als Polizist, Anne Baxter als ehemalige Geliebte des Priesters und O. E. Hasse als Mörder mit. 
Im Anschluss daran entstand unter der Regie von Fred Zinnemann der Film Verdammt in alle Ewigkeit, eine Verfilmung des bekannten Romans von James Jones. Die Ereignisse spielen zur Zeit des Zweiten Weltkriegs kurz vor dem Angriff auf Pearl Harbor. Clift spielte den Soldaten Prewitt, einen ehemaligen Boxer, der nach Pearl Harbor versetzt wird. Für die Rolle des Soldaten, der auf seiner Individualität beharrt, wurde Clift zum dritten Mal für einen Oscar nominiert. Neben ihm wirkten unter anderem Deborah Kerr, Burt Lancaster und Frank Sinatra mit; Ernest Borgnine übernahm die Rolle des sadistischen Sergeants „Fatso“ Judson.
1956 – während der Dreharbeiten zu dem Epos Das Land des Regenbaums – erlitt Clift einen schweren Autounfall, von dem er sich psychisch nie mehr erholte. Nach einer Party bei Elizabeth Taylor fuhr er mit seinem Auto gegen einen Telefonmast. Infolge der Verletzungen und der vernarbten Schnittwunden veränderte sich seine Physiognomie; seine Nase war zwei-, sein Kiefer viermal gebrochen. Da sein Kiefer mit Draht zusammengehalten werden musste, litt er unter starken Schmerzen, die er mit Alkohol und Tabletten betäubte. Auf diese Weise wurde er süchtig und blieb es bis zu seinem Lebensende. 
Das Land des Regenbaums enthält Szenen, die vor und nach dem Unfall gedreht wurden und die den Unterschied in Aussehen und Darstellung Clifts deutlich machen. Er hatte neun Wochen Zeit zur Erholung, bevor er wieder vor der Kamera stand. Das Land des Regenbaums spielt in der Zeit des Amerikanischen Bürgerkriegs in den Südstaaten, und Clift verkörperte darin einen idealistischen Poeten, der nach dem goldenen Regenbaum sucht, nach dem das Land benannt wurde. Er trat an der Seite von Rod Taylor, Eva Marie Saint und Elizabeth Taylor auf. Mit Letzterer verband ihn Zeit seines Lebens eine enge Freundschaft.
In Die jungen Löwen spielte er 1958 an der Seite von Dean Martin und Marlon Brando. Brando und Clift galten als die besten Schauspieler ihrer Generation. Beide kamen aus Omaha und hatten im Actors Studio gelernt. Er war einer der ersten, der sich dem Method Acting verschrieben hatte. Clift spielte in dem Film den amerikanischen Juden Noah Ackermann, der als Soldat in Europa kämpfen muss. Er verliebt sich in Hope, und beide bekommen eine Tochter. Bei der Army übersteht Ackermann eine schwere Zeit, in der er von seinen Kameraden geschnitten, bestohlen und mit Kenntnis seines Captains verprügelt wird. In seinem dritten Film mit Elizabeth Taylor, Plötzlich im letzten Sommer, der Verfilmung eines Bühnenstücks von Tennessee Williams, spielte Clift einen Gehirnchirurgen, der auf Anweisung einer reichen Tante (Katharine Hepburn) bei deren Nichte (Elizabeth Taylor) eine Lobotomie vornehmen soll, damit diese nichts über den Tod ihres homosexuellen Cousins verraten kann.
In dem Drama Misfits – Nicht gesellschaftsfähig von 1961 spielten Montgomery Clift, Clark Gable und Eli Wallach drei im Leben gescheiterte Männer, die sich in eine von Marilyn Monroe verkörperte junge Frau verlieben. Der Film entstand unter der Regie von John Huston nach einem Originaldrehbuch von Arthur Miller, der mit Monroe verheiratet war. Monroe sagte über Clift, dass er der einzige Mensch war, „dem es noch schlimmer ging als mir“.
Für seine Darstellung eines Behinderten, der von den Nationalsozialisten zwangssterilisiert worden war, in dem Film Urteil von Nürnberg erhielt Clift eine weitere Oscar-Nominierung (diesmal als bester Nebendarsteller) sowie eine BAFTA- und eine Golden-Globe-Nominierung. Unter der Regie von John Huston spielte er in Freud den Psychiater Sigmund Freud. Der Film schildert die Entwicklung der Psychoanalyse und Freuds Leben in den 1890er Jahren und ruinierte die ohnehin problematisch verlaufene Karriere des Schauspielers, der als hoch talentiert galt. Clift wurden wegen seines Drogenmissbrauchs Verzögerungen der Dreharbeiten vorgeworfen, die angeblich horrende Kosten verursachten. Huston hatte jedoch Probleme mit Clifts Homosexualität, nachdem diese für ihn offenkundig geworden war, und schrieb Clifts Textpassagen immer wieder um. Eine Reihe von Klagen zwischen Clift und dem Studio hatten zur Folge, dass er vier Jahre lang keinen Film mehr drehen konnte. Clift erhielt in der Angelegenheit schließlich Recht. 
1964 wirkte er zusammen mit Jessica Tandy und Julie Harris in der Hörspielproduktion von Tennessee Williams’ Die Glasmenagerie mit, in der er die Rolle des Sohnes und Erzählers übernahm. Sein letzter Film war 1966 der Agentenfilm Lautlose Waffen. 
Im Juli 1966 wurde Montgomery Clift in seiner Wohnung tot aufgefunden. Er hatte im Alter von 45 Jahren einen Herzinfarkt erlitten, kurz vor Beginn der Dreharbeiten zu dem Drama Spiegelbild im goldenen Auge, der sein vierter Film mit Elizabeth Taylor und sein dritter unter der Regie von John Huston gewesen wäre. Clifts Rolle des Major Penderton übernahm Marlon Brando.
Insgesamt hat Clift 17 Filme gedreht; seine Hollywood-Karriere war von Höhen und Tiefen geprägt. Er wurde häufig als unglücklicher Mensch mit psychischen Problemen beschrieben.

## Filmografie
- 1948: Red River (Red River)
- 1948: Die Gezeichneten (The Search)
- 1949: Die Erbin (The Heiress)
- 1950: Es begann mit einem Kuß (The Big Lift)
- 1951: Ein Platz an der Sonne (A Place in the Sun)
- 1953: Ich beichte (I Confess)
- 1953: Rom, Station Termini (Stazione Termini)
- 1953: Verdammt in alle Ewigkeit (From Here to Eternity)
- 1957: Das Land des Regenbaums (Raintree County)
- 1958: Die jungen Löwen (The Young Lions)
- 1958: Das Leben ist Lüge (Lonelyhearts)
- 1959: Plötzlich im letzten Sommer (Suddenly, Last Summer)
- 1960: Wilder Strom (Wild River)
- 1961: Misfits – Nicht gesellschaftsfähig (The Misfits)
- 1961: Urteil von Nürnberg (Judgment at Nuremberg)
- 1962: Freud (Freud)
- 1966: Lautlose Waffen (The Defector)

## Auszeichnungen
Oscar
- 1949: Nominierung in der Kategorie Bester Hauptdarsteller für Die Gezeichneten
- 1951: Nominierung in der Kategorie Bester Hauptdarsteller für Ein Platz an der Sonne
- 1953: Nominierung in der Kategorie Bester Hauptdarsteller für Verdammt in alle Ewigkeit
- 1962: Nominierung in der Kategorie Bester Nebendarsteller für Urteil von Nürnberg

BAFTA Award
- 1962: Nominierung in der Kategorie Bester ausländischer Darsteller für Urteil von Nürnberg

Golden Globe Award
- 1962: Nominierung in der Kategorie Bester Nebendarsteller für Urteil von Nürnberg

Weitere
- 1960: Stern auf dem Hollywood Walk of Fame (6104 Hollywood Boulevard).

## Rezeption
- Auf ihrem 1979er Album London Calling hat die Band The Clash einen Song über Montgomery Clift mit dem Titel The Right Profile veröffentlicht.
- Ein Song von R.E.M. handelt ebenfalls von Montgomery Clift: Monty Got a Raw Deal (1992; frei übersetzt: „Man hat Monty übel mitgespielt“).
- Ebenfalls Erwähnung findet Montgomery Clift in dem Titel Conrad (ein Song des Albums Orange Rhyming Dictionary) von den Jets to Brazil.
- Die kroatische Rockband Prljavo Kazalište verewigte Montgomery Clift in ihrem Lied Dobar vjetar u leđa (Frei übersetzt: „Guter Rückenwind“) als Idealbild für Männlichkeit.[7][8]
- Auch Eartha Kitt besingt den Schauspieler in ihrem Lied Monotonous.
- Noel Alumit veröffentlichte 2003 das Werk Letters to Montgomery Clift: a Novel, das unter anderem den Stonewall Book Award erhielt.